# Louvain School of Management
La Louvain School of Management est une école de gestion, faculté de l'Université catholique de Louvain, établie en Belgique principalement à Louvain-la-Neuve mais aussi à Mons (UCLouvain FUCaM Mons) et Charleroi (UCLouvain Charleroi).
La Louvain School of Management compte 1 600 étudiants de master, 100 doctorants, 55 professeurs et 150 professeurs invités ou intervenants du monde de l'entreprise. Elle est accréditée EQUIS et est le membre belge du réseau CEMS qui délivre le CEMS-MIM (Master in International Management).

## Historique

### Entités antérieures
L'école des sciences commerciales et consulaires est fondée à Louvain en 1897, en tant que département de l'Université catholique de Louvain. En 1972, lors de son transfert à Louvain-la-Neuve, elle devient l'Institut d'Administration et de Gestion (IAG). En 1989, l'école commence à offrir des programmes d'échanges systématiques. Elle est membre depuis 1989 du réseau CEMS et depuis 1990 du réseau PIM.
En parallèle, l'École supérieure commerciale et consulaire est fondée en 1896 à La Louvière. Il s'agit de ce qui deviendra par la suite la FUCaM, faculté universitaire catholique de Mons, institution universitaire indépendante à Mons.
En 1925, au sein de la faculté universitaire Saint-Louis à Bruxelles, naît HEC Saint-Louis, qui deviendra par la suite l'Institut supérieur de commerce Saint-Louis et qui fusionna en 1995 avec l'ISFSC et l'ICHEC pour créer la Haute École "Groupe I.C.H.E.C. - I.S.C. Saint-Louis - I.S.F.S.C." et intègre entièrement l'ICHEC en 2002. La Faculté des sciences économiques, sociales et politiques (ESPO) est ensuite fondée en 1948, et organise dès lors des formations universitaires en gestion en parallèle à l'ISC Saint-Louis.
En outre, les FUNDP (aujourd'hui l'université de Namur) instaurent dès 1953 des formations en sciences économiques et de gestion et l'Institut catholique des hautes études commerciales (ICHEC) est fondé à Bruxelles en 1954, par des membres des facultés Saint-Louis et de l'université de Louvain.

### Louvain School of Management
En 2004, les universités de la communauté française de Belgique se réunissent en trois académies universitaires, avec l'objectif à long terme de chacune fusionner en trois grandes universités. Les universités catholiques ; l'université de Louvain, les FUNDP, les FUCaM et les FUSL, se regroupent en l'Académie universitaire Louvain. Un projet pilote est alors mis en place, ayant pour but de stimuler la coopération et tester la gestion d'une entité universitaire sur différents campus. Les sciences de gestion sont choisies parce qu'enseignées dans toutes les universités de l'Académie Louvain.
En 2005, l'Institut d'Administration et de Gestion de l'université de Louvain est ainsi transformée en une entité autonome, renommée Louvain School of Management et constituée de l'ancien IAG à Louvain-la-Neuve, ainsi que des formations en sciences économiques et de gestion des FUNDP à Namur, des FUCaM à Mons et Charleroi, et des FUSL à Bruxelles. C'est l'Académie Louvain qui diplôme les étudiants. La LSM ne dispense que les programmes de master, de doctorat et de recherche. Les licences restent ainsi organisées par les facultés propres à chaque université, dont la faculté ESPO à Louvain-la-Neuve. En outre, le projet de l'Académie Louvain prévoit la création d'un pôle bruxellois avec l'intégration de l'Institut des hautes études des communications sociales (IHECS) et de l'Institut catholique des hautes études commerciales (ICHEC) à court terme au sein des facultés universitaires Saint-Louis et à long terme au sein de la nouvelle université UCLouvain. C'est dans ce cadre que l'Académie Louvain confie à la Louvain School of Management la coordination avec l'ICHEC, haute école de commerce. Cette association entre les 4 universités de l'Académie Louvain et l'ICHEC est dénommée Groupe Louvain School of Management.
En 2006, la LSM un International executive MBA. La LSM est accréditée EQUIS depuis 2006.
En 2010, le projet de fusion des universités en une institution unique UCLouvain est abandonné à la suite d'un vote insuffisant des Facultés universitaires Notre-Dame de la Paix à Namur. La Louvain School of Management devient alors une faculté à part entière de l'Université catholique de Louvain. Cependant, la LSM poursuit son enseignement sur tous ses sites.
En 2011, la LSM fusionne avec le département de gestion des Facultés universitaires catholiques de Mons à la suite de la fusion entre celles-ci et l'université catholique de Louvain. Depuis lors, la LSM est organisée sur trois sites: Louvain-la-Neuve et UCLouvain FUCaM Mons et UCLouvain Charleroi.
La LSM organise alors uniquement les formations de master (et de doctorat) à Louvain-la-Neuve, mais à Mons, elle organise également les bacheliers en sciences économiques et de gestion.
En 2018, l'université de Louvain et l'université Saint-Louis - Bruxelles fusionnent informellement, formant enfin l'UCLouvain. Des négociations pour réinstaurer la LSM au niveau de la recherche, à Bruxelles, sont prévues dès qu'un décret de la Fédération Wallonie-Bruxelles formalisera la fusion.

## Classement
Le Master in Management (CEMS-MIM), exclusivement offert par la LSM en Belgique, a été classé no 1 belge par le Financial Times et 8e au niveau mondial en  2019. Le Master en ingénieur de gestion de la faculté est classé 53e au monde, 3e en Belgique et 1er en Belgique francophone par le Financial Times en 2018.

## Diplômes délivrés
Bacheliers (premier cycle), uniquement sur le site FUCaM Mons :
- Bachelier en Ingénieur de gestion (3 ans)
- Bachelier en Sciences de gestion (3 ans)

Masters (deuxième cycle) :
- Master en ingénieur de gestion (2 ans ; Louvain-la-Neuve et Mons)
- Master en sciences de gestion (1 an ou 2 ans ; Louvain-la-Neuve, Mons et Charleroi)

Au niveau doctorat (troisième cycle) : 
- Doctorat en sciences économiques et de gestion (3 ans)

Les Master en ingénieur de gestion et en sciences de gestion (2 ans) proposent les programmes spécialisés suivants:
- Master in International Management (CEMS MIM programme)
- Master “International Business” (un an complet à l'étranger)
- Master Double Diplôme avec un an complet dans une institution partenaire
- Master avec spécialisation en entrepreneuriat (“INEO”)

Une version en un an avec 75 ECTS des Masters en ingénieur de gestion et en Sciences de Gestion (2 ans) est aussi proposée pour les étudiants étrangers déjà détenteurs d'un diplôme de 4 ou 5 ans en gestion.
La LSM offre de plus des options spécialisées et certificats universitaires dans différents sous-domaines de la gestion: finance, marketing, European business, e-business, ressources humaines, fiscalité, révisorat, gestion de la chaîne d'approvisionnement, logistique et transport, systèmes d'information, gestion de l'innovation, gestion de l'environnement…

## Recherche
Les activités de recherche au sein du Louvain Research Institute in Management and Organizations associé à la LSM sont organisées autour de centres de recherche recouvrant différentes sous-disciplines de la gestion:
- Centre for Research in Entrepreneurial Change and Innovative Strategies (CRECIS)[7]
- Centre on Consumers and Marketing Strategy (CCMS)[8]
- Center of Excellence in Management Information Systems (CEMIS)[9]

Dans le Louvain Institute for Data Analysis and Modelling in economics and statistics (LIDAM) il y a des chercheurs de la faculté dans les centres suivants:  
- Center for Operations Research and Econometrics (CORE)
- Louvain Finance (LFIN)

L'Institute for the Analysis of Change in Contemporary and Historical Societies (IACCHOS) organise également des recherches animées par des chercheurs de la faculté au sein du centre: 
- Centre de recherches interdisciplinaires, Démocratie, Institutions, Subjectivité (CRIDIS)

## Liens internationaux
La Louvain School of Management est membre du réseau CEMS (Community of European Management Schools) qui rassemble des écoles de commerce européennes, dont HEC, la London School of Economics, la Rotterdam School of Management, l'ESADE à Barcelone, l'Université Bocconi à Milan, etc.
Par ailleurs, l'Université catholique de Louvain est membre du groupe de Coimbra, qui rassemble 39 universités européennes réparties dans 20 pays.
La plupart des étudiants de master de la Louvain School of Management suivent au moins un semestre de leur formation à l'étranger, que ce soit en Europe ou ailleurs dans le monde.

## Alumni
Sur les dix-neuf plus grandes sociétés cotées en Bourse de Bruxelles et rassemblées dans l'indice de référence BEL20, sept ont leur CEO ou un membre de leur conseil d'administration qui est ancien étudiant de la Louvain School of Management.
Parmi les alumni les plus notables :
- John J. Goossens (1944-2002), ancien CEO de Belgacom S.A. (maintenant Groupe Proximus-Belgacom )
- Pierre-Olivier Beckers, ancien CEO de Delhaize
- Frank Beuselinck, CEO de DHL Belgium
- Michel Georgis, ancien CEO de Proximus, devenu Vice-Président clients résidentiels de Belgacom après fusion
- Georges Jacobs, ancien CEO d'UCB
- Jean-Claude Logé, ancien CEO de Systemat
- Aloïs Michielsen (en), président du conseil d'administration et ex-CEO de Solvay
- Michel Peterbroeck, partner de Petercam
- Charles Picqué, homme politique, ancien Ministre-Président de la Région de Bruxelles-Capitale
- Arnoud de Pret Roose de Calesberg, membre du conseil d'administration d'AB Inbev, Delhaize, Umicore, UCB, SIBELCO et Euronext-NYSE
- Jean Stéphenne, ancien CEO de GlaxoSmithKline Biologicals (GlaxoSmithKline Vaccines), Président de la Fondation Louvain
- Michel Tilmant (en), ancien CEO d'ING
- Philippe Vander Putten, ancien CEO de Proximus et de Brussels Airlines

## Junior entreprise
Junior Consulting Louvain, anciennement LSM Conseil, est le cabinet de conseil étudiant de l'UCLouvain qui propose des services en stratégie, marketing, informatique, ingénierie, RSE et l'aide à la certification ISO9001 depuis 1992. Ce sont plus de 35 projets de consultance qui sont réalisés avec succès chaque année par les quelque 50 étudiants venant de différentes facultés. L'innovation, la compétitivité et l'excellence académique sont les atouts qu’ils délivrent tant aux PME qu’aux multinationales.
Meilleure Junior Entreprise de Belgique depuis 2017, Junior Consulting Louvain est sans doute l’un des projets étudiants soutenus par la LSM qui fait rayonner le plus l’école et l’université dans tout le mouvement des Junior Entreprises, en Belgique mais aussi dans toute l’Europe. Si la LSM soutient les étudiants investis bénévolement dans ce projet formateur, c’est parce qu’il permet à tous les membres d’acquérir une première expérience professionnelle unique qui se fait ressentir dans leur parcours et profite à la réputation de l’école.
Junior Consulting Louvain organise également le Belgian Sustainability Business Game BSBG (anciennement connu sous le nom de LSM Cup), le plus grand Business Game axé sur la responsabilité sociétale des entreprises. Tous les ans, ce sont 250 étudiants qui participent à cette grande mise en situation du travail d'un consultant sur des thématiques responsables.